# Aquitania (película)
Aquitania es una película española de 2005, dirigida por Rafa Montesinos y protagonizada por Joan Crosas, Jorge De Juan, Aida Folch, Ángela Castilla y Fran Nortes. Se filmó en la ciudad de Valencia, en la Comunidad Valenciana (España). Fue estrenada en cines españoles el 16 de septiembre de 2005.
Montesinos, que durante más de quince años trabajó tras las cámaras, estrenó con éste su primer largometraje como director. Se trata de una película a medio camino entre el thriller y el drama. El diario español 20 minutos señaló en su crítica a la película «la expresividad gestual» de Aida Folch y «la credibilidad que de Juan logra aportar a su personaje» como sus principales reclamos.

## Sinopsis
El comportamiento de Beatriz es extraño. Enigmática y reservada, todos la conocen por ser hija del dueño de numerosas empresas del pueblo. Esteban, el médico, se enamora de la joven, pero ella prefiere casarse con su hijo, Simón, un chico que acaba de llegar de Francia. Con este matrimonio se desatan tensiones y pasiones y las relaciones se complican. Cuando poco después Simón muere en extrañas circunstancias, todos los dedos apuntan a Beatriz, una adolescente que parece tener mucho que ocultar.